# КОПЕІ
КОПЕІ (ісп. Comité de Organización Política Electoral Independiente Незалежний політичний виборчий організаційний комітет, COPEI, також згадується як Соціал-християнська партія (ісп. Partido Socialcristiano) або Зелена партія (іспанська Partido Verde)) — християнсько-демократична політична партія у Венесуелі. Заснована 13 січня 1946 року Рафаелем Кальдерою, який пізніше став президентом країни. КОПЕІ, спільно з Демократичною дією, була панівною партією у Венесуелі з 1958 до 1998 року.

## Президенти Венесуели— представники КОПЕІ
| Президент           | Термін на посаді    | Форма обрання | Фах   |
| ------------------- | ------------------- | ------------- | ----- |
| Рафаель Кальдера    | 1969-1974 1994-1999 | Прямі вибори  | Юрист |
| Луїс Еррера Кампінс | 1979-1984           | Прямі вибори  | Юрист |